# Orešany
Orešany es un municipio del distrito de Topoľčany en la región de Nitra, Eslovaquia, con una población estimada, a finales del año 2020, de 326 habitantes. 
Se encuentra ubicado al norte de la región, cerca del río Nitra (cuenca hidrográfica del Danubio) y de la frontera con las regiones de Trnava y Trenčín.

## Demografía
| Año        | 1994 | 2004     | 2014     | 2024    |
| ---------- | ---- | -------- | -------- | ------- |
| Población  | 316  | 281      | 333      | 330     |
| Diferencia |      | −11,07 % | +18,50 % | −0,90 % |

| Año        | 2023 | 2024    |
| ---------- | ---- | ------- |
| Población  | 325  | 330     |
| Diferencia |      | +1,53 % |